# Thunbergia laevis
Thunbergia laevis är en akantusväxtart som beskrevs av Nathaniel Wallich och Christian Gottfried Daniel Nees von Esenbeck. Thunbergia laevis ingår i släktet thunbergior, och familjen akantusväxter.

## Underarter
Arten delas in i följande underarter:
- T. l. parviflora
- T. l. vestita